# Antica religione celtica

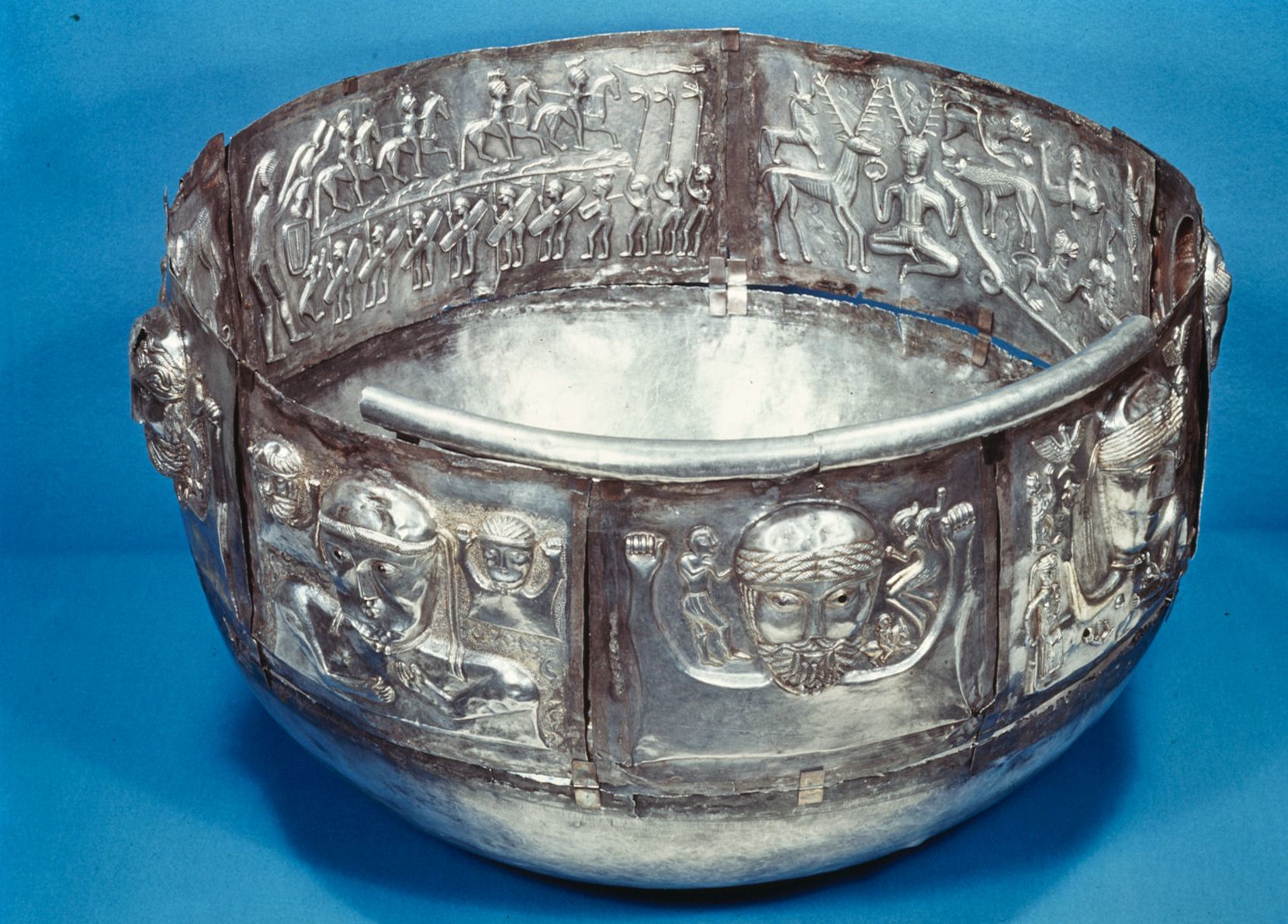
Il calderone di Gundestrup, manufatto celtico della fine del II secolo a.C. conservato presso il Museo Nazionale di Copenaghen

L'antica religione celtica, o paganesimo celtico, è l'insieme delle credenze e delle pratiche religiose diffuse tra le popolazioni di lingua celtica (chiamate, nel loro insieme, Celti) durante l'età del ferro. Attestata nel 500 a.C. (Cultura di La Tène), questa religione perdurò sotto l'Impero romano e, quanto meno nelle isole britanniche, si mantenne sino alla cristianizzazione (circa 500 d.C.) Si conosce poco di questa religione e le fonti sono scarse: eccezion fatta per i teonimi (veri o supposti), gli unici resoconti contemporanei dettagliati sono di scrittori greco-romani culturalmente ostili ai Celti o comunque poco informati.
Il paganesimo celtico faceva parte d'un gruppo più ampio di religioni politeiste dell'età del ferro della famiglia indoeuropea. Comprendeva un ampio grado di variazioni sia geografiche sia cronologiche, sebbene "dietro questa varietà, si possano rilevare ampie somiglianze strutturali" tali da presupporre "una fondamentale omogeneità religiosa" tra i Celti.
Il pantheon celtico è costituito da numerosi teonimi registrati, sia dall'etnografia greco-romana sia dall'epigrafia: tra i più importanti figurano Toutatis, Taranis e Lugus. Le figure della mitologia irlandese medievale sono state interpretate anche come iterazioni di precedenti divinità insulari precristiane dallo studio della mitologia comparata.
Secondo i resoconti greci e romani, in Gallia (Francia) e nelle isole britanniche esisteva una casta sacerdotale di "specialisti magico-religiosi", i druidi, di cui purtroppo conosciamo molto poco. In seguito alla conquista romana della Gallia (58-51 a.C.) e della Britannia meridionale (43 d.C.), le pratiche religiose celtiche iniziarono a mostrare elementi di romanizzazione tanto che nel contesto culturale gallo-romano si verificò un sincretismo religioso tra la religione dei vinti e quella dei conquistatori: perdurò la venerazione di molte divinità celtiche come Cernunnos, Artio, Telesphorus, ecc.
Nella Britannia romana, il paganesimo celtico aveva perso terreno in favore del cristianesimo al tempo in cui i Romani abbandonarono l'isola nel 410. Nel secolo successivo iniziò a essere sostituito dal paganesimo anglosassone. Il cristianesimo ripreso l'attività missionaria nelle isole britanniche nel tardo V e VI secolo, anche in Irlanda, e la popolazione celtica fu gradualmente cristianizzata soppiantando le precedenti tradizioni religiose. Tuttavia, le tradizioni politeiste hanno lasciato un'eredità in molte delle nazioni celtiche, hanno influenzato la mitologia successiva e sono servite come base per il movimento neopagano noto come "Celtismo" nel XX secolo.

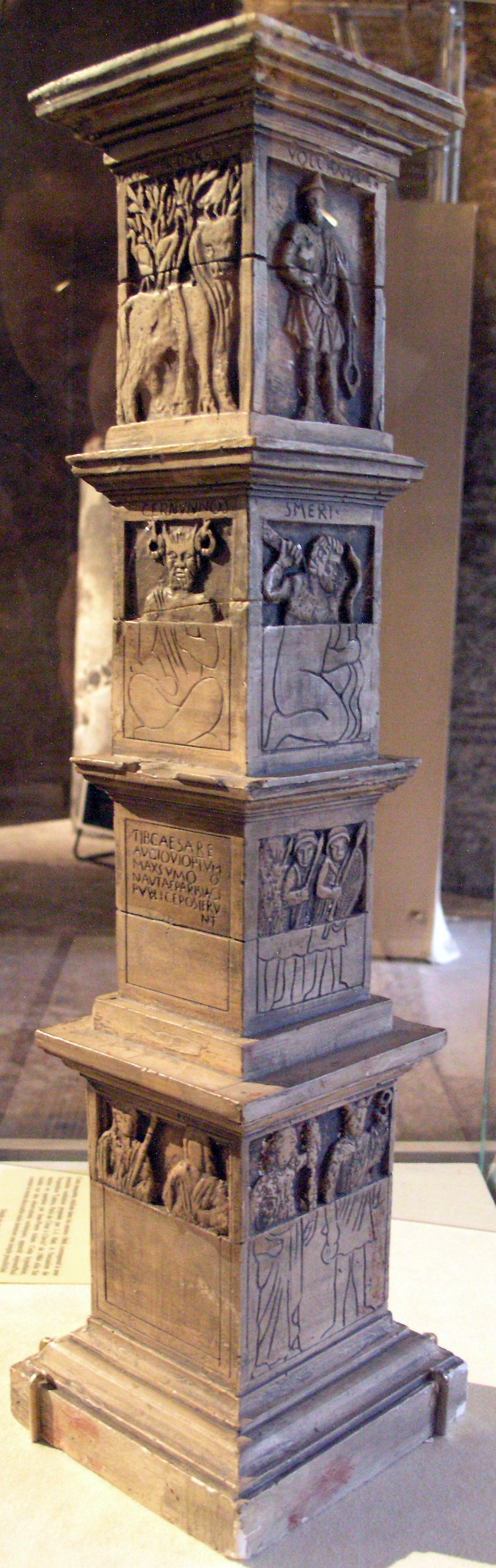
Il "Pilastro dei nauti" (replica) - post-14 d.C. - Hôtel de Cluny (Parigi).

## Esegesi delle fonti
Si sa relativamente poco del paganesimo celtico perché le prove sono frammentarie, in gran parte perché i Celti, pur conoscendo la scrittura, non la utilizzavano a scopo religioso. Per studiare il paganesimo celtico le fonti scritte sono pertanto la letteratura del periodo paleocristiano, i testi di studiosi greco-romani "classici", da confrontarsi con le prove archeologiche.
L'archeologo Barry Cunliffe ha sintetizzato le fonti della religione celtica come un "caos fertile" (prendendo in prestito il termine dallo studioso irlandese Proinsias Mac Cana) notando che "ci sono più, varie, prove per la religione celtica che per qualsiasi altro esempio di vita celtica. L'unico problema è assemblarlo in una forma sistematica che non semplifichi troppo la trama intricata dei suoi dettagli."

### Fonti archeologiche

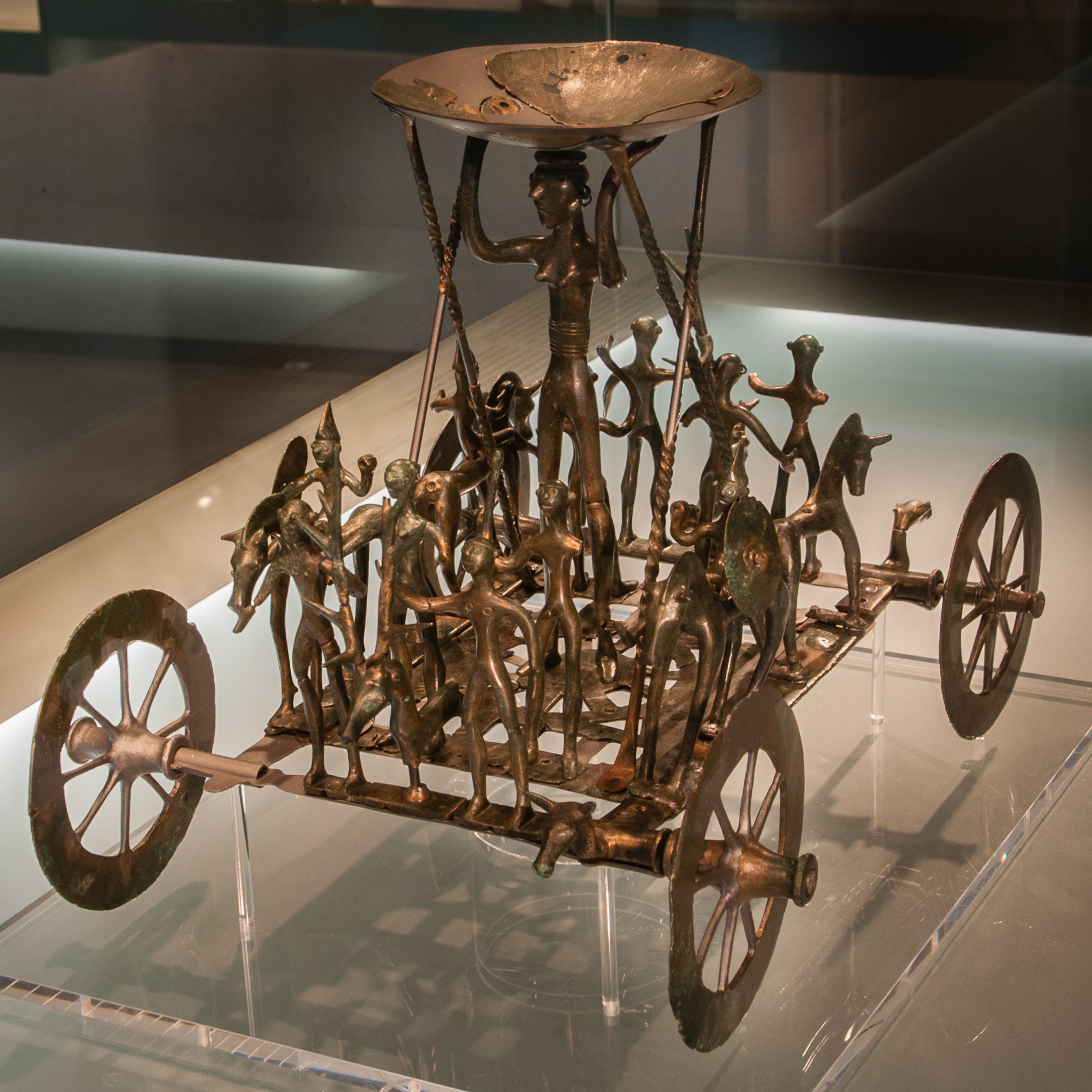
Il "Carro di Strettweg", c. 600 a.C.

Le prove archeologiche non contengono il pregiudizio insito nelle fonti letterarie. Tuttavia, la loro interpretazione può essere influenzata dalla mentalità del XXI secolo. Varie scoperte archeologiche hanno aiutato la comprensione della religione dei Celti.
La maggior parte dell'arte celtica sopravvissuta non è figurativa. Alcuni storici dell'arte hanno suggerito che i motivi decorativi complessi che caratterizzano alcuni periodi hanno un significato religioso ma la loro comprensione sembra essere irrimediabilmente perduta. La scultura monumentale figurativa sopravvissuta proviene quasi interamente da contesti romano-celtici e segue ampiamente gli stili romani provinciali, anche se le figure che sono probabilmente divinità spesso indossano torque e potrebbero esserci iscrizioni in lettere romane con quelli che sembrano essere nomi celtici romanizzati. Il c.d. "Pilastro dei nauti" di Parigi, con molte figure di divinità, è l'esempio più completo, databile al 14 d.C. da una dedica all'imperatore Tiberio.
La statuaria celtica in pietra antecedenti alla conquista da parte dei Romani sono molto più rare ed è tutt'altro che chiaro quali divinità vi siano rappresentate. I più significativi sono il Guerriero di Hirschlanden e il "Principe di Glauberg" (rispettivamente del VI e V secolo a.C. - Germania), la Testa di Mšecké Žehrovice (prob. II secolo a.C. - Repubblica Ceca) e i complessi scultorei nei santuari della Francia Meridionale: gli oppida di Roquepertuse e Entremont. Ci sono anche un certo numero di figure "guerriere" celtiberiche (c.d. "Guerreros galaicos") e molte altre teste di pietra provenienti da varie aree. In generale, anche la statuaria celtica arcaica si trova in aree con livelli più elevati di contatto (commercio) con il mondo classico. È possibile che la statuaria in legno fosse più comune. Le teste sono soggetti comuni, sopravvivono principalmente come ornamento nella lavorazione dei metalli, e ci sono anche animali e uccelli che possono avere un significato religioso, come sui Flagons di Basse Yutz. Il c.d. "Carro di Strettweg" è probabilmente associato a libagioni o sacrifici, e sono state trovate coppie di "cucchiai" di metallo probabilmente usati per la divinazione.
La monetazione celtica, dalla fine del IV secolo a.C. fino alla conquista romana, copia chiaramente esempi greci e romani, a volte molto da vicino, ma le teste e i cavalli che sono i motivi più popolari avevano forse un significato religioso. Ci sono anche le monete delle province romane nelle terre celtiche di Gallia, Raetia, Norico e Britannia.
La maggior parte dei monumenti sopravvissuti e le relative iscrizioni appartengono al periodo romano e riflettono un notevole grado di sincretismo tra divinità celtiche e romane. Anche dove figure e motivi sembrano derivare dalla tradizione preromana, sono difficili da interpretare in assenza di fonti scritte. Un esempio notevole è il culto del dio cornuto Cernunnos: sono state trovate diverse raffigurazioni e iscrizioni di lui ma si sa molto poco sui miti che sarebbero stati associati a lui o su come veniva adorato.

### Fonti scritte irlandesi e gallesi

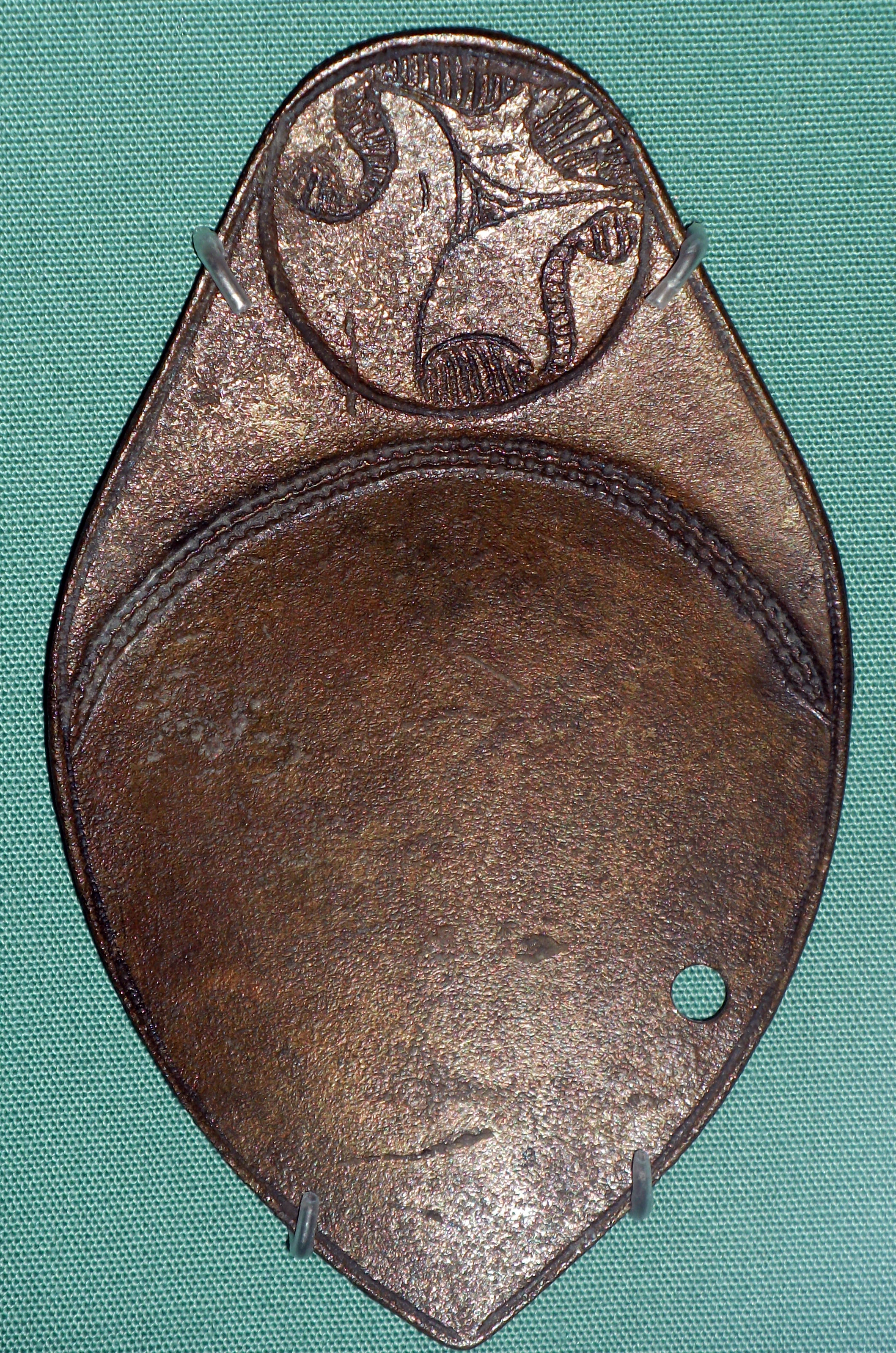
Uno di un paio di "cucchiai da divinazione" britannici

L'unica letteratura mitologico-religiosa celtica pervenutaci data al Medioevo e proviene da Irlanda e Galles. Le fonti irlandesi sono state riconosciute come migliori di quelle gallesi, poiché "sia più vecchie sia meno contaminate da materiale estraneo". Queste fonti, in forma di poesie epiche e racconti, furono scritte diversi secoli dopo che il cristianesimo divenne la religione dominante nella regione e per mano di monaci cristiani "che potrebbero non essere stati semplicemente ostili al paganesimo precedente ma solo ignoranti in materia." Invece di trattare i personaggi come divinità, vennero assegnati loro i ruoli di eroi storici che a volte hanno poteri soprannaturali o sovrumani: es. nelle fonti irlandesi gli dèi sono un'antica tribù conosciuta come Túatha Dé Danann.
Sebbene sia possibile individuare testi specifici che incapsulano echi o risonanze genuine del passato precristiano, l'opinione è divisa sul fatto che questi testi contengano materiale sostanziale derivato dalla tradizione orale dei bardi o siano solo una creazione della tradizione monastica medievale.

### Fonti scritte greche e romane
Le principali fonti d'informazione sulla religione e i miti dei Celti residenti nell'Europa Continentale (fond. Belgi, Celtiberi, Galli, Galati e Pannoni) sono la Storia greca e la Storia romana ma con tutti i limiti insuperabili del pregiudizio classicocentrico che mette in risalto i particolari barbarici della religione celtica o quegli elementi che la differenziavano dal paganesimo greco-romano. Nessun testo pervenutoci, comunque, tratta sistematicamente e organicamente la mitologia celtica. Cunliffe ha osservato che "i testi greci e romani forniscono una serie di osservazioni pertinenti ma queste sono nella migliore delle ipotesi aneddotiche, offerte in gran parte come sfondo colorito da scrittori la cui prima intenzione era quella di comunicare altri messaggi".
La maggior parte delle informazioni derivano, in primis, da Cesare che, quando guidava gli eserciti conquistatori della Repubblica Romana contro la Gallia Transalpina (Commentarii de bello Gallico), fece varie descrizioni degli indigeni, sebbene alcune delle sue affermazioni, come quella che i Druidi praticassero sacrifici umani bruciando persone in uomini di vimini, sono tutt'oggi smentite da parte degli studiosi moderni. Le altre grandi fonti greco-romane sui Celti e i loro costumi sono Diodoro Siculo (Bibliotheca historica), Strabone (Geografia), Pomponio Mela (De chorographia), Lucano (Pharsalia) e Plinio il Vecchio (Naturalis historia).
Per quanto riguarda il pantheon della Gallia, le fonti disponibili sono rare e fragili. Non sappiamo quasi nulla degli dèi gallici, anche se è certo che avevano una mitologia elaborata almeno quanto quella poi riportataci dai miti irlandesi. Il poco che sappiamo lo dobbiamo principalmente a Lucano e Cesare e in minor misura a Plinio e Tertulliano. Queste informazioni sono però grandemente distorte dalla c.d. Interpretatio graeca (o Interpretatio romana a seconda dei casi) che cerca sistematicamente un equivalente greco/romano degli dèi gallici. I due pantheon sembrano però in gran parte incompatibile e anzi le qualità degli dèi gallici sembrano molto fluttuanti e comunque molto più soggette a variazioni regionali rispetto agli dei Romani.

## Divinità

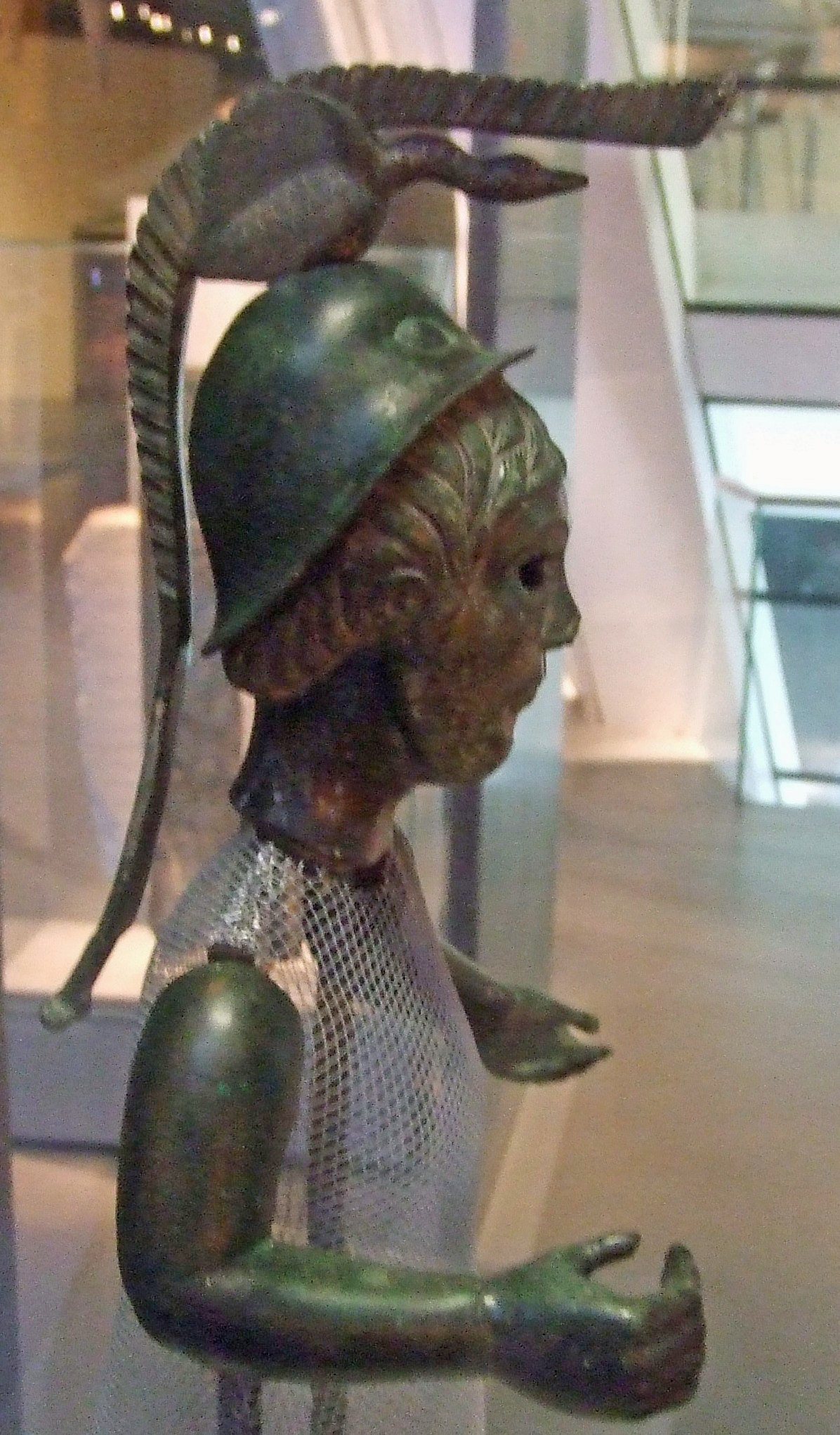
Statua gallo-romana di divinità, prob. Brigid

La religione celtica era politeista, credeva cioè in molte divinità maschili e femminili. Alcune divinità erano praticamente solo "locali" mentre altre erano venerate su ampia scala, tanto da poter essere considerate "panceltiche". Oltre duecento teonimi sono sopravvissuti sino a oggi, anche se è probabile che molti di questi siano titoli/epiteti di un teonimo.

### Teonimi panceltici
Alcuni teonimi celtici possono essere stabiliti come pan-celtici (discendenti dal periodo celtico comune) confrontando le prove continentali e insulari. Un esempio è il gallico Lugus, il cui nome è affine all'irlandese Lúg e al gallese Lleu Llaw Gyffes. Un altro esempio è la gallica Brigantia, affine all'irlandese Brigid, un teonimo derivato dall'epiteto proto-indoeuropeo della dea dell'aurora, come *bʰrʰntī  "l'uno in alto".

### Teonimi celtici da fonti greco-romane
Alcuni racconti greci e romani menzionano varie divinità adorate in Gallia. Lucano annotò la trinità Toutatis, Taranis ed Esus, sebbene Cesare fondesse invece le divinità celtiche galliche con quelle della religione romana e non menzionò i loro nomi gallici nativi. Dichiarò che il dio più venerato in Gallia era Mercurio, il dio romano del commercio, ma che adoravano anche Apollo, Minerva, Marte e Giove.

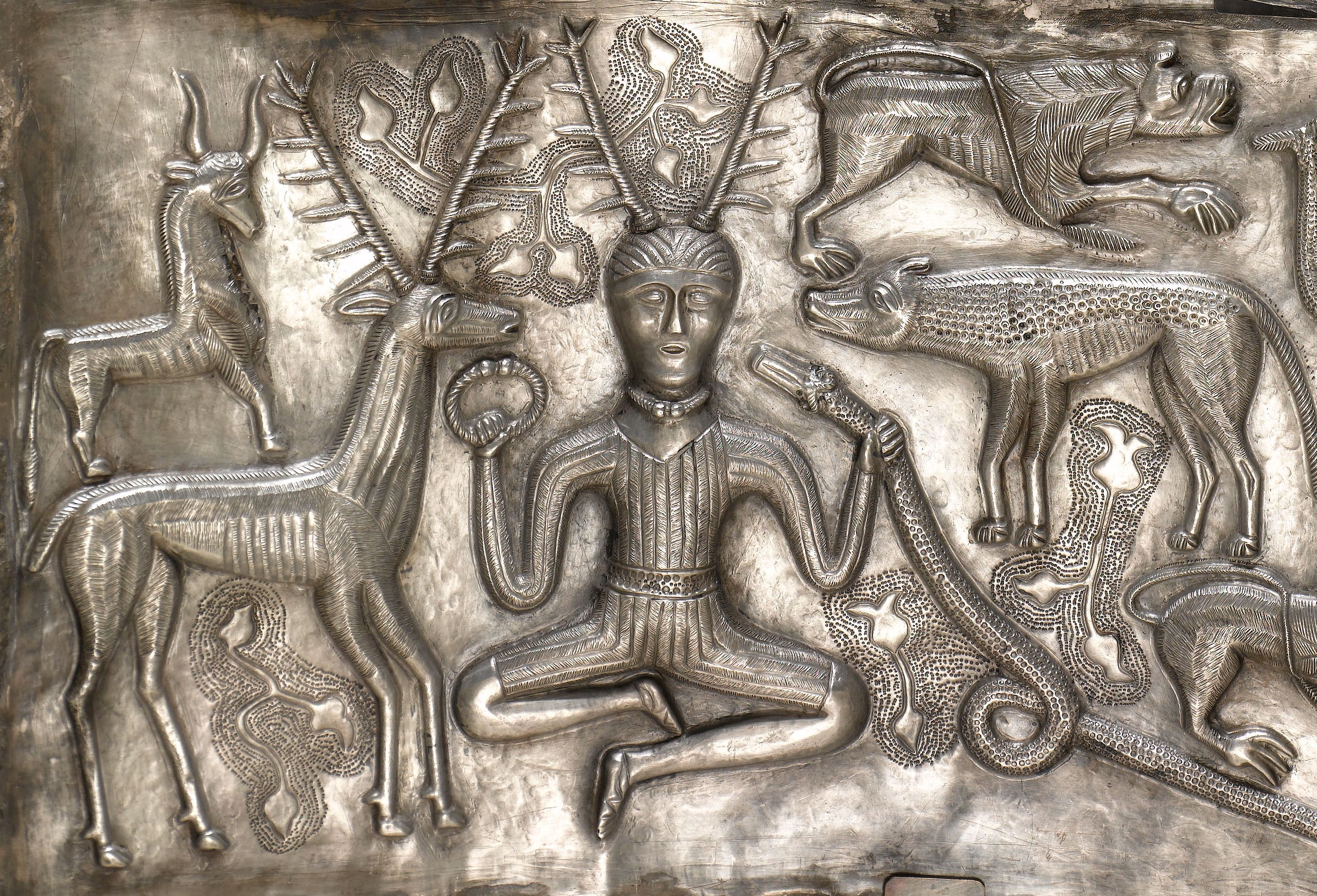
Immagine di una figura "con le corna" sul Calderone di Gundestrup, prob. Cernunnos

Secondo altre fonti classiche, i Celti adoravano le forze della natura e non consideravano le divinità in termini antropomorfi, come facevano altri popoli pagani come i Greci, i Romani e gli Egizi. Che questo sia vero o no, man mano che i popoli classici crescevano d'influenza sulle culture celtiche, incoraggiava la raffigurazione delle divinità in forme umane e mutava l'arcaico animismo celtico in un politeismo simil-romano.
Molte di queste divinità, come Lugus e le Matronae, erano divinità triple.

### Mitologia insulare
Nelle fonti vernacolari irlandesi e gallesi medievali erano presenti varie figure mitologiche umane e animali che sono state ritenute da molti studiosi basate su divinità precedenti. Ronald Hutton ha però redarguito dal caratterizzare automaticamente tutte le figure mitologiche irlandesi e gallesi come ex divinità: mentre alcuni personaggi «che sembrano essere umani, come Medb o Santa Brigida, probabilmente una volta erano effettivamente considerati divini [...] i guerrieri che sono i protagonisti delle storie hanno lo stesso status di quelli dei miti greci, a cavallo tra il genere umano e quello divino. Considerare personaggi come Cú Chulainn, Fergus Mac Roich o Conall Cernach come ex-dèi trasformati in esseri umani da un narratore successivo significa fraintendere la loro funzione letteraria e religiosa [...] Cú Chulainn non è un antico dio più di quanto lo sia Superman.»
Esaminando questi miti irlandesi, Cunliffe ritenne mostrassero «un dualismo tra il dio tribale maschile e la divinità femminile della terra» mentre Anne Ross ne descrisse gli dèi come «in tutto versati nella cultura indigena, poeti e profeti, narratori e artigiani, maghi, guaritori, guerrieri [...] insomma, dotati di ogni qualità ammirata e desiderata dagli stessi popoli celtici.»
I Celti insulari giuravano sui loro dèi tribali, sulla terra, il mare e il cielo: es. «Giuro sugli dèi per i quali il mio popolo giura"; "Se infrango il mio giuramento, possa la terra aprirsi per inghiottirmi, il mare sorgere per annegarmi e il cielo cadere su di me»; ecc. Un esempio di triplice morte celtica.

## Aspetti animistici
Alcuni studiosi, come Prudence Jones e Nigel Pennick, hanno ipotizzato che i Celti venerassero certi alberi mentre Miranda Green ha evidenziato l'animismo dei Celti, cioè la convinzione che tutti gli aspetti del mondo naturale contenessero spiriti con i quali era possibile comunicare.
Luoghi come rocce, ruscelli, montagne e alberi potrebbero aver avuto santuari o offerte dedicate a una divinità che vi risiedeva. Queste sarebbero state divinità locali, conosciute e adorate dagli abitanti che vivevano vicino al santuario stesso, e non panceltiche come alcuni dèi politeisti. L'importanza degli alberi nella religione celtica può essere dimostrata dal fatto che il nome stesso della tribù degli Eburoni contiene un riferimento al tasso, e che nomi come Mac Cuilinn (figlio di agrifoglio) e Mac Ibar (figlio di tasso) compaiono in Miti irlandesi. In Irlanda, la saggezza era simboleggiata dal salmone che si nutre delle nocciole degli alberi che circondano il pozzo della saggezza (Tobar Segais ).

## Sepoltura e aldilà

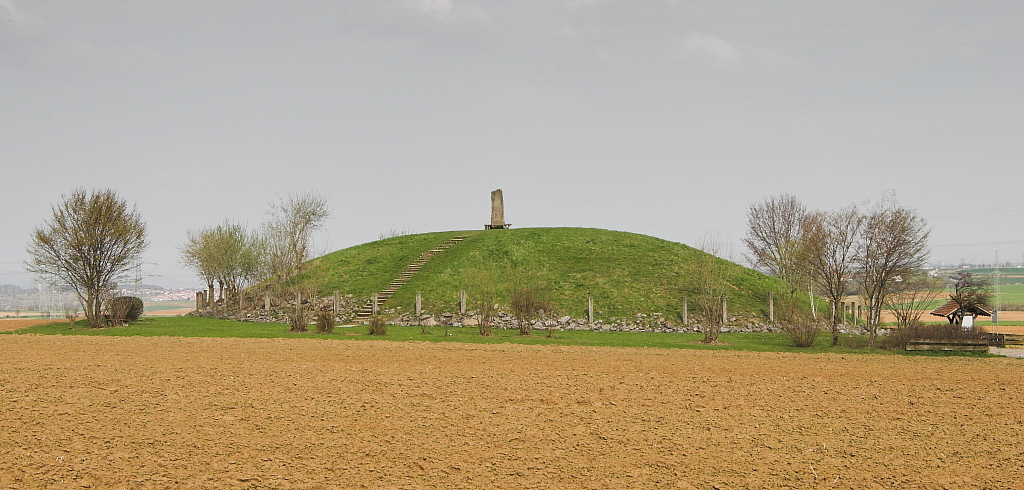
Il tumulo sopra la ricca "Tomba di Hochdorf", vicino a Eberdingen (Germania) - simili sepolture erano riservate ai membri più influenti della società celtica

Le pratiche di sepoltura celtiche includevano il seppellimento di corredi funerari di cibo, armi e ornamenti insieme ai morti e pertanto suggeriscono la credenza nella vita dopo la morte, nell'Oltretomba. Cesare riporta che la casta sacerdotale celtica dei druidi professava la reincarnazione e la trasmigrazione dell'anima, praticava l'astronomia e discettava del potere della natura e degli dèi. Un fattore comune nei miti e nel folclore delle nazioni celtiche cristianizzate fu il Sidh, un "Altromondo" parallelo a quello umano nel quale vivevano le fate, i sidhe, e altri esseri soprannaturali che spesso tentavano di attirarvi gli umani. A volte era collocato sottoterra, altre volte in un Occidente non ben precisato. Diversi studiosi hanno suggerito che si tratti dell'antico aldilà celtico sebbene non ci siano prove dirette per dimostrarlo.
Allo stato attuale della ricerca, quello che possiamo con sicurezza affermare è che il concetto di peccato era sconosciuto ai Celti. Le nozioni di paradiso e inferno erano pertanto inesistenti nella loro religione entro la quale non trovavano corrispettivi gli Inferi e i Campi Elisi greco-romani né il concetto della "risurrezione della carne" del cristianesimo. Numerosi testi irlandesi usano la parola Sidh per indicare lo stato dopo la morte, da intendersi come "in pace".

## Pratica religiosa dei Celti

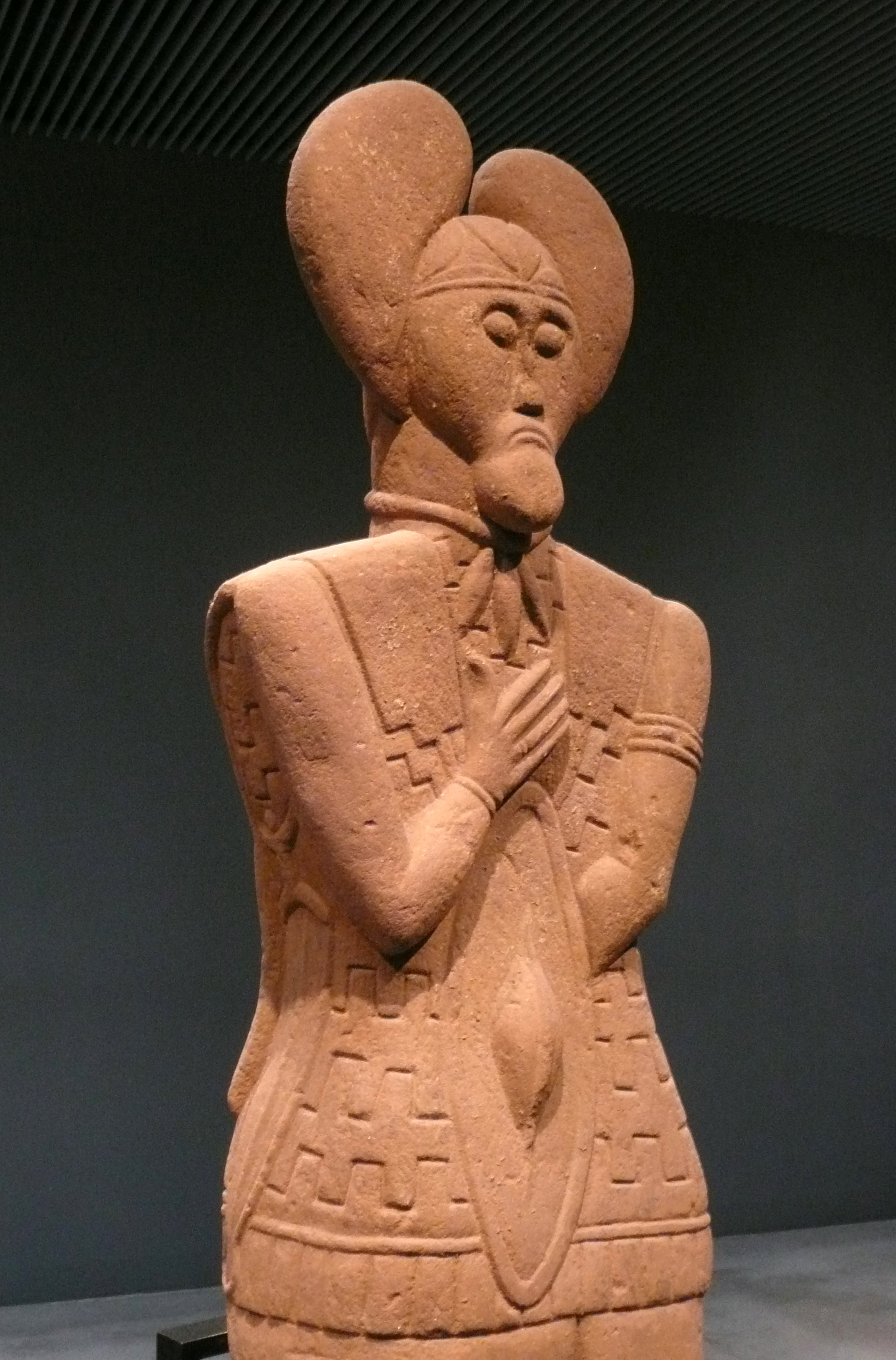
Statua-stele del "Principe di Glauberg", V secolo a.C., forse un eroe o un avo mitizzato, con una copricapo fitoforme

Le prove suggeriscono che tra i Celti "venivano fatte offerte agli dèi in ogni luogo, selvatico o domestico" Disponevano di templi e santuari edificati, rinvenuti dagli archeologi, ma i racconti greco-romani abbondano di riferimenti a luoghi di culto celtici non edificati, come boschi o macchie d'alberi. In tutta l'Europa celtica, molti dei templi costruiti, di forma quadrata e costruiti in legno, erano in recinti rettangolari con fossati (de. Viereckschanzen) dove venivano sepolte in pozzi votivi le offerte (es. Holzhausen - Baviera). Nelle isole britanniche, i templi avevano un design circolare. Secondo Cunliffe, "la monumentalità dei siti religiosi irlandesi li distingue dalle loro controparti britanniche e dell'Europa continentale" con gli esempi più notevoli sono la collina di Tara e il forte di Navan.
Tuttavia, secondo i racconti greco-romani sulle pratiche dei druidi, il culto si teneva nei boschetti, con Tacito che descriveva come i suoi uomini abbatterono "boschetti sacri a riti selvaggi". Per loro stessa natura, tali boschetti non forniscono evidenza archeologica e non ne abbiamo prove dirette. Oltre ai boschi, anche le sorgenti erano considerate sacre e utilizzate come luoghi di culto nel mondo celtico. Notevoli esempi gallici includono il santuario di Sequana alla sorgente della Senna in Borgogna e Chamalieres vicino a Clermont-Ferrand. In entrambi questi siti è stata scoperta una vasta gamma di offerte votive, la maggior parte delle quali sono sculture in legno.
In molti casi, quando l'Impero Romano prese il controllo delle terre celtiche, i siti sacri dell'età del ferro furono riutilizzati costruendo in loco templi romani: es. Uley nel Gloucestershire, Worth (Kent), Hayling Island (Hampshire), Vendeuil-Caply (Oise), Saint-Germain-le-Rocheux a Châtillon-sur-Seine e Schleidweiler a Treviri.

### Offerte votive
I Celti facevano offerte votive agli dèi che venivano seppellite nella terra o gettate nei fiumi o nelle paludi. Cunliffe osservò che solitamente i depositi avvenivano in siti ricorrenti, indicando un uso continuo "per un periodo di tempo, forse su base stagionale o quando un evento particolare, passato o in sospeso, richiedeva una risposta propiziatoria."
In particolare, c'era una tendenza a offrire articoli associati alla guerra nelle aree acquatiche, usanza attestata anche nelle società della tarda età del bronzo (preceltiche) e in culture non celtiche, come in Danimarca. Uno degli esempi più notevoli è il fiume Tamigi, nell'Inghilterra meridionale, dove furono depositati numerosi oggetti: lo Scudo di Battersea, lo Scudo di Wandsworth e l'Elmo di Waterloo; tutti manufatti di grande pregio. Un altro esempio è a Llyn Cerrig Bach ad Anglesey, nel Galles, dove le offerte, principalmente quelle relative alla battaglia, furono gettate nel lago da uno sperone roccioso alla fine del I secolo a.C. o all'inizio del I secolo d.C.
A volte, anche gioielli e altri oggetti preziosi non legati alla guerra venivano depositati in un contesto rituale: es. a Niederzier (Renania) un sito religioso aveva una ciotola sepolta contenente quarantacinque monete, due torque e un bracciale, tutti fatti d'oro. Depositi simili sono stati scoperti altrove nell'Europa celtica.

### Sacrificio umano

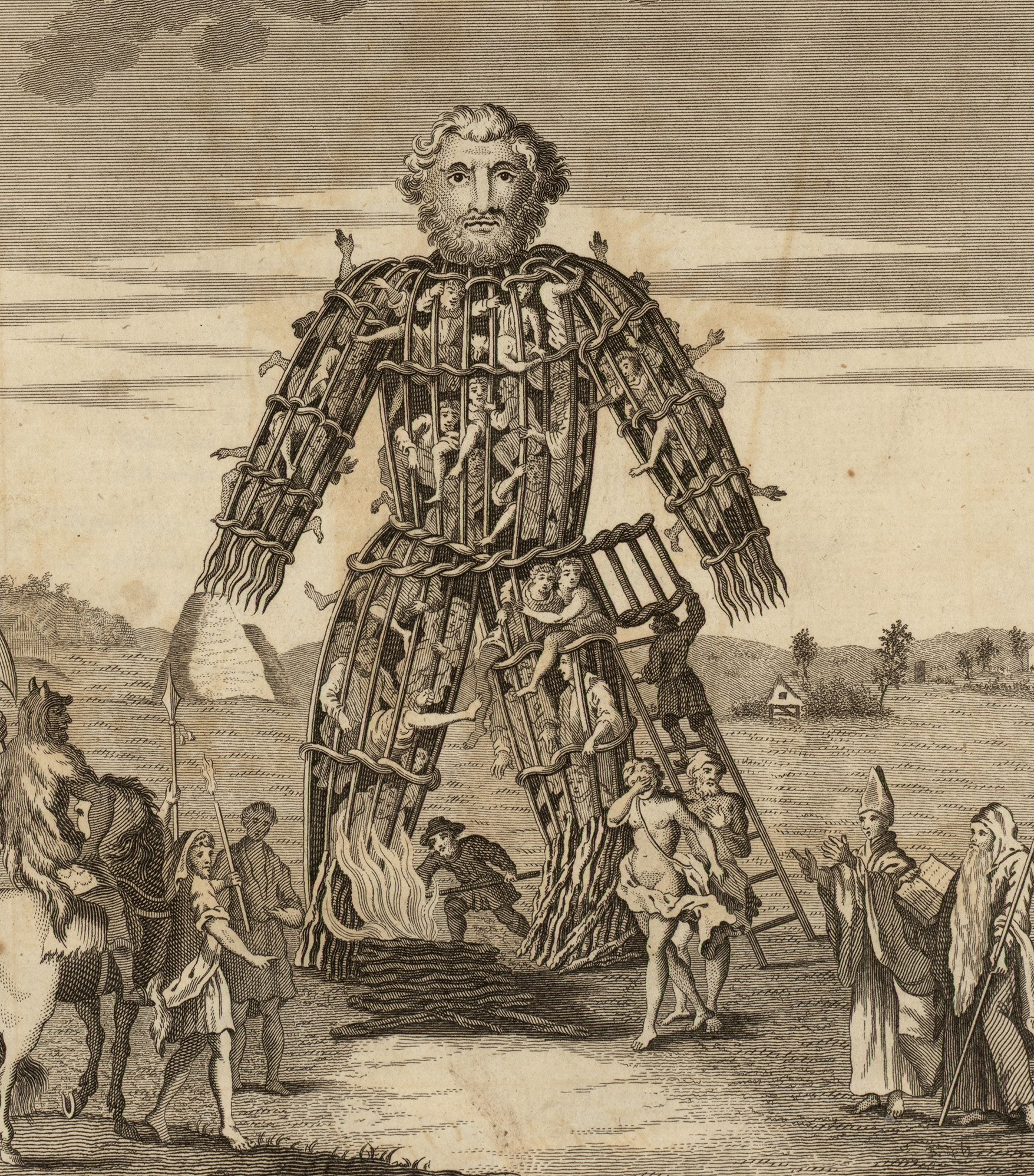
"Uomo di vimini" - ill. da una ed. del XVIII secolo del De bello Gallico

Secondo fonti romane, i druidi praticavano ampiamente il sacrificio umano. Secondo Cesare, gli schiavi e i cittadini di basso rango erano bruciati insieme al cadavere del loro padrone durante il rito funerare ed esisteva la pratica di costruire figure di vimini riempite di esseri umani vivi poi arsi nel simulacro. Secondo Cassio Dione, le forze della ribelle anti-romana Boudicca impalarono i prigionieri romani durante libagioni e sacrifici nei boschi sacri di Andate. Varie divinità avrebbero richiesto sacrifici umani tra loro diversificati: Esus pretendeva l'impiccagione (v.si il c.d. "Uomo di Tollund"); Taranis il rogo; Toutatis l'annegamento. Alcuni sacrifici erano stati forse volontari: es. il c.d. "Uomo di Lindow".
La decapitazione rituale era una delle principali pratiche religiose e culturali che ha trovato ampio supporto nella documentazione archeologica: v.si i numerosi teschi scoperti nel fiume Walbrook di Londinium e i 12 cadaveri decapitati nel santuario francese di Gournay-sur-Aronde.
Alcune mummie di palude irlandesi sono ritenute dei sovrani giustiziati ritualmente, presumibilmente dopo il fallimento dei raccolti o altri disastri: es. il c.d. "Uomo di Croghan" (datato 362-175 a.C.) o il c.d. "Uomo di Cashel" datato all'età del bronzo.

### Cacciatori di teste

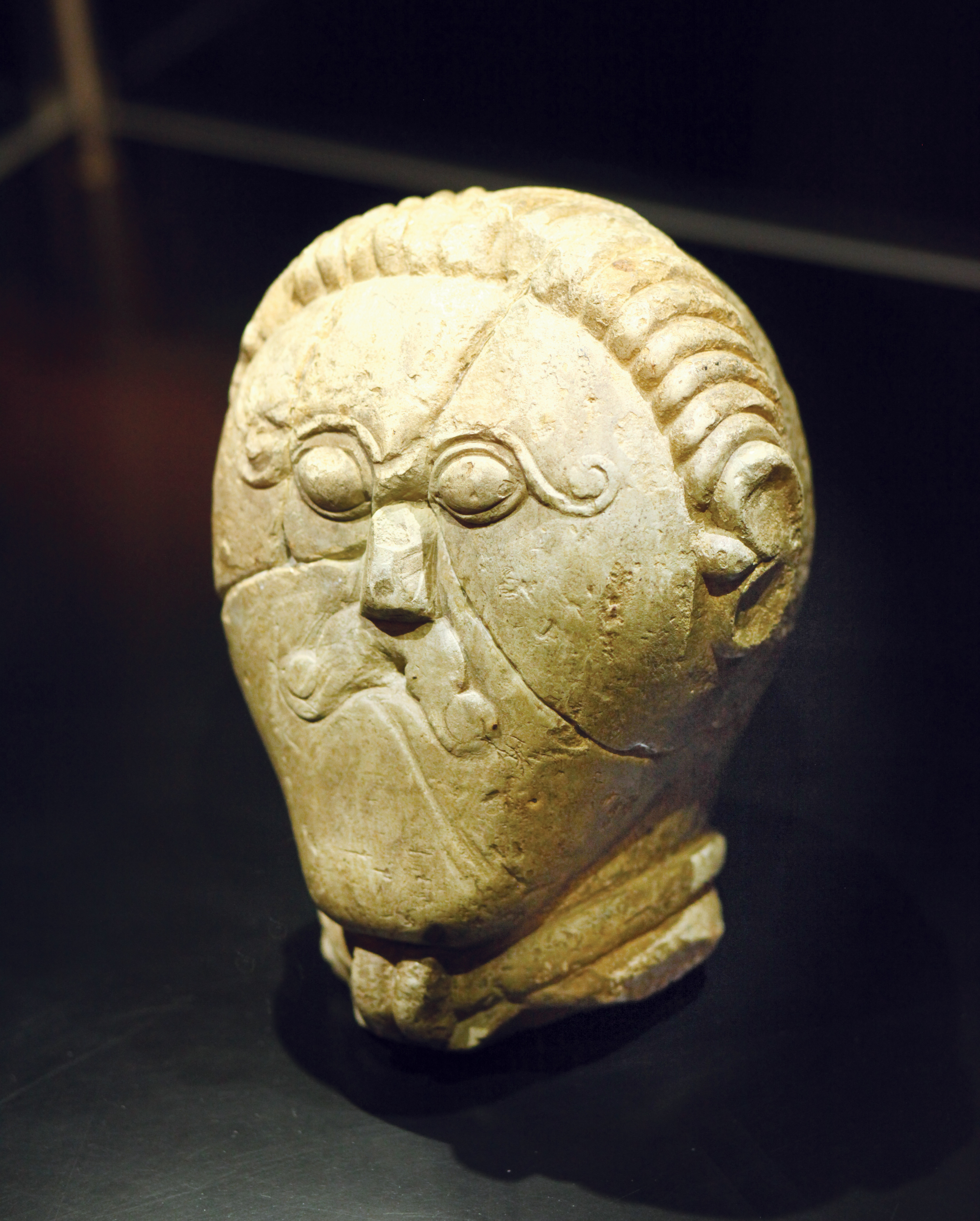
La c.d. "Testa di Mšecké Žehrovice" (Repubblica Ceca) con il torque ben visibile - tarda cultura di La Tène

Molti archeologi e storici ritengono che l'iconografia della testa umana abbia svolto un ruolo significativo nella religione celtica. Diodoro Siculo (I secolo a.C.) scrisse che i guerrieri celti "tagliavano le teste dei nemici uccisi in battaglia e le attaccavano al collo dei loro cavalli". Il suo contemporaneo Strabone riportò che i Celti, "usavano imbalsamare in olio di cedro ed esibire agli estranei le teste dei nemici tenuti in alta reputazione " (pratica interrotta solo grazie all'intervento delle autorità romane). Prove archeologiche di questa pratica esibizionista dei feticci, probabilmente a scopo religioso, sono state portate alla luce in una serie di scavi:  notevole l'esempio del sito gallico di Entremont (Aix-en-Provence) ov'è stato trovato un frammento di pilastro scolpito con immagini di teschi e con nicchie per esibire i veri teschi umani (15 in tutto), inchiodati in posizione. L'Acropoli di Roquepertuse, nelle vicinanze, ha teste e nicchie craniche simili. La "Testa di Mšecké Žehrovice" è una famosa testa di pietra solitaria. Su oggetti decorati più piccoli, spesso compaiono teste o maschere, seppur dalla foggia puramente astratta.
Cunliffe riteneva che i Celti avessero "riverenza per il potere della testa" e che "possedere e mostrare una testa distinta significava conservare e controllare il potere della persona morta" mentre secondo Anne Ross "i Celti veneravano la testa come simbolo della divinità e dei poteri dell'aldilà, e la consideravano il più importante membro del corpo, la sede stessa dell'anima." Miranda Aldhouse-Green ha rifiutato "che la testa stessa fosse venerata ma era chiaramente venerata come l'elemento più significativo in un'immagine umana o divina che rappresenta il tutto". Hutton ha tuttavia criticato l'idea del culto della testa umana, ritenendo che sia le prove letterarie sia quelle archeologiche non giustifichino la conclusione: "la frequenza con cui le teste umane appaiono sui metalli celtici non prova niente di più che erano un motivo decorativo preferito, tra molti, e altrettanto popolare tra i popoli non celtici."

## Sacerdozio

### Druidi

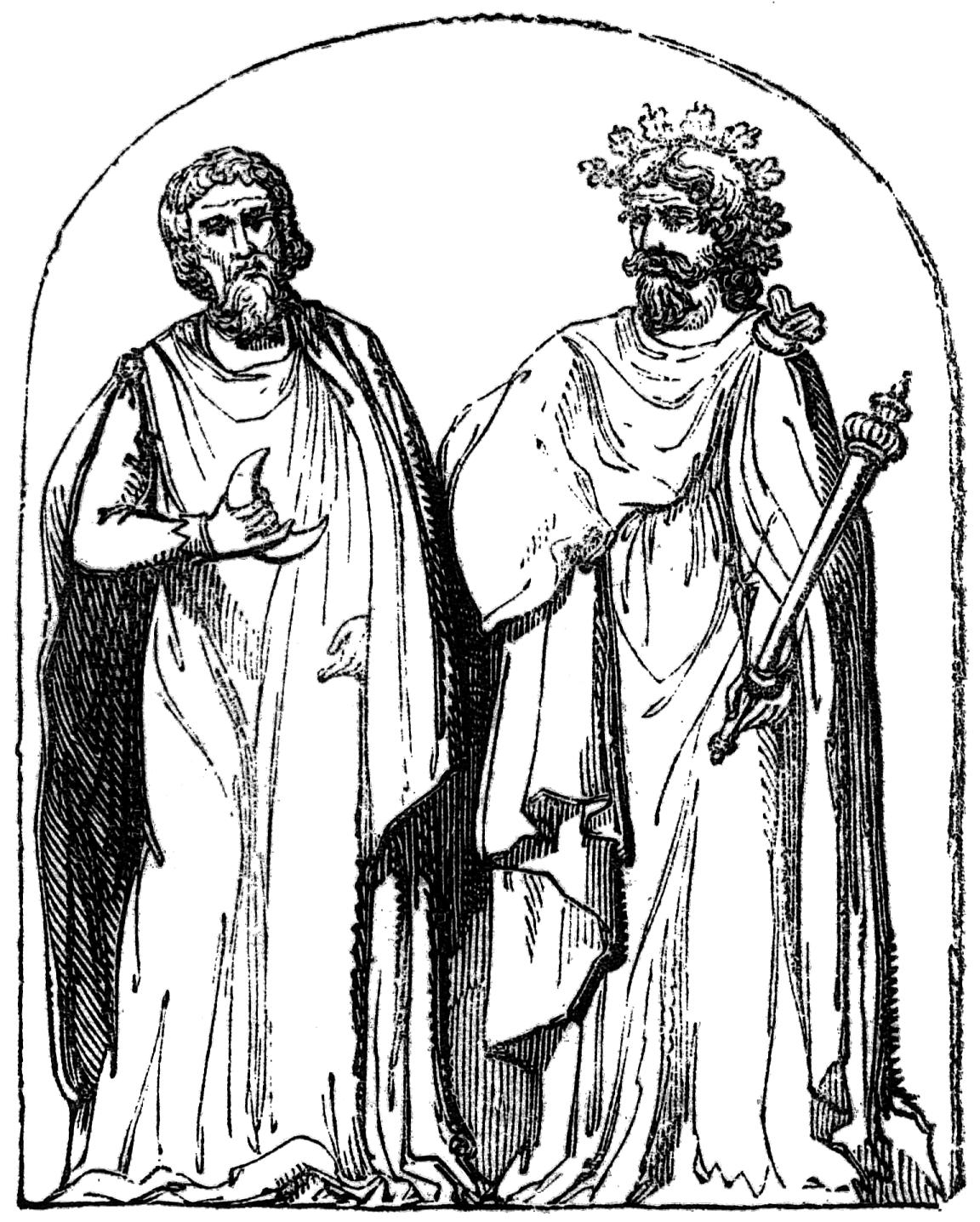
Due druidi - ill. del 1845 basata su un bassorilievo trovato ad Autun (Francia)

Secondo un certo numero di scrittori greco-romani come Cesare, Cicerone, Tacito e Plinio il Vecchio, la società gallica e britannica teneva in grande stima la sua casta di specialisti magico-religiosi, i Druidi. Ruoli e responsabilità dei sacerdoti celti variano tra le fonti. Cesare fornisce il "testo originale più completo" e "il più antico": li descrisse come interessati al "culto divino, alla dovuta esecuzione dei sacrifici, privati o pubblici, e all'interpretazione di domande rituali" e responsabili di officiare i sacrifici umani (v. sopra). Tuttavia, un certo numero di storici ha criticato questi racconti, ritenendoli di parte o imprecisi. Fonti irlandesi vernacolari si riferivano ai druidi descrivendoli non solo come sacerdoti ma come stregoni dai poteri soprannaturali, come la maledizione e la divinazione, oppositori del cristianesimo.
Gli studiosi interpretano i druidi in modi diversi: Peter Berresford Ellis li equiparava ai bramini indiani; Ross li riteneva semplici sacerdoti tribali più affini agli sciamani che ai filosofi classici; Hutton, diffidando di ogni fonte, ha asserito che "non possiamo sapere praticamente nulla di certo sugli antichi druidi, tanto che - sebbene certamente esistiti - fungono né più né meno di [altre] figure leggendarie."

### Bardi
In Irlanda i Filidh erano poeti visionari, simili ai Vates romani, associati alla conservazione del sapere, alla scrittura di versi e alla memorizzazione d'un gran numero di poesie. Erano anche maghi, poiché la magia irlandese è intrinsecamente collegata alla poesia, e la satira di un poeta dotato era una seria maledizione su chi veniva satirizzato. In Irlanda un "bardo" era considerato un poeta di grado inferiore rispetto a un fili: più un menestrello e un recitatore meccanico che un artista ispirato dai poteri magici. Nella tradizione gallese, il poeta è sempre indicato come un "bardo".
I poeti celti, di qualunque grado, erano compositori di elogi e satire e un loro compito importante era comporre e recitare versi sugli eroi e le loro gesta e memorizzare le genealogie dei loro mecenati. Era essenziale per il loro sostentamento aumentare la fama dei loro mecenati, attraverso racconti, poesie e canzoni. Nel I secolo, l'autore latino Lucano si riferiva ai bardi come ai poeti/menestrelli "nazionali" di Gallia e Britannia. Nella Gallia romana l'istituzione scomparve gradualmente, mentre in Irlanda e Galles sopravvisse fino al Medioevo. In Galles, l'ordine bardico fu ripreso e codificato dal poeta Iolo Morganwg e la tradizione è perdurata, incentrata sugli Eisteddfod a tutti i livelli della società letteraria gallese.

## Calendario e festività

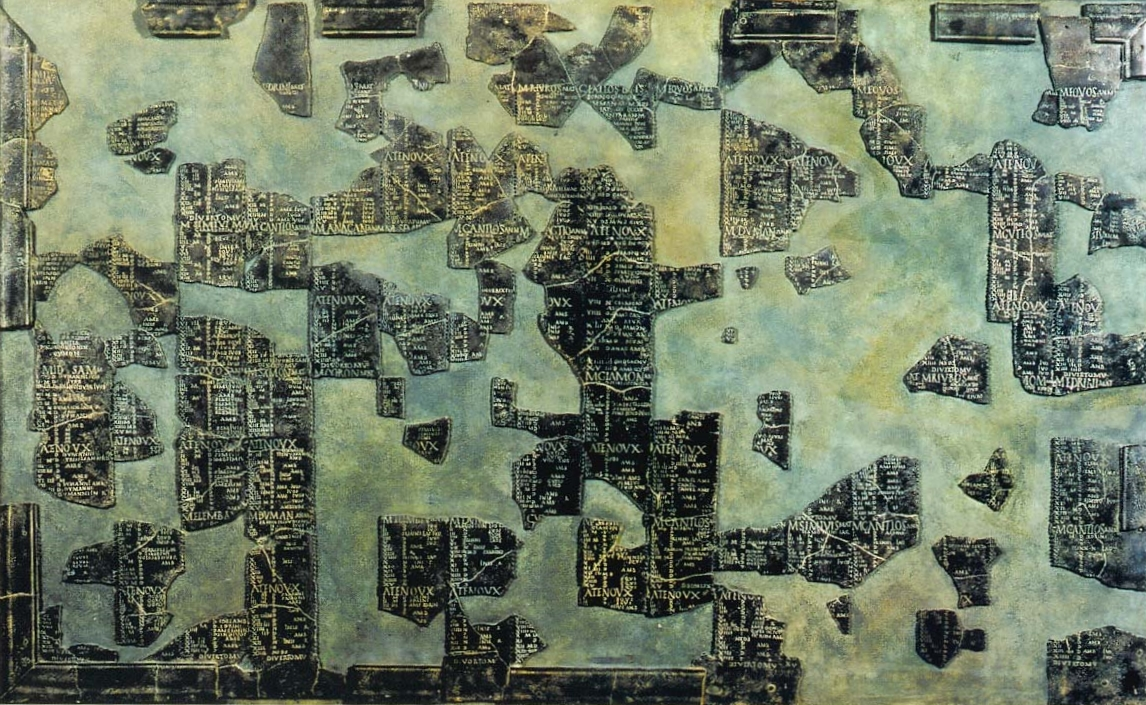
Il "Calendario di Coligny" (riassemblato) - Museo della civiltà gallo-romana di Lione

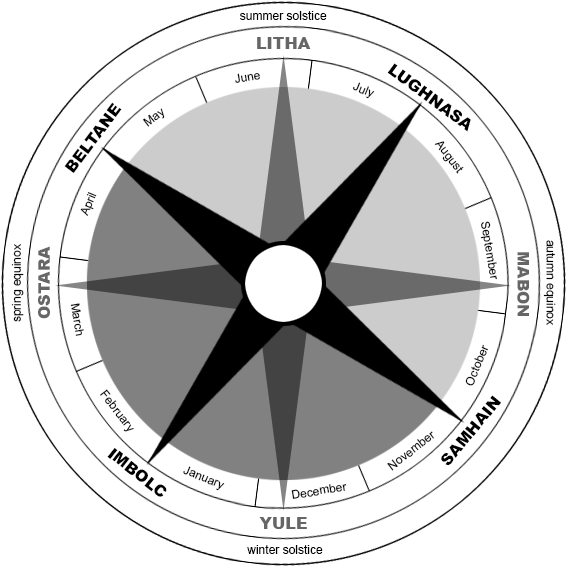
Ruota dell'anno con la collocazione approssimativa degli otto Sabbat.

Il più antico calendario celtico attestato è il c.d. "Calendario di Coligny", un'epigrafe in lingua gallica incisa in caratteri latini su tavola in bronzo, risalente alla fine del II secolo che contiene un antico calendario gallico rinvenuto nel 1897 a Coligny, vicino a Lione.
A volte si è ipotizzato che alcuni giorni di festa del calendario irlandese medievale discendessero da feste preistoriche, specialmente in confronto ai termini trovati nel calendario di Coligny. Ciò riguarda in particolare Beltane, a cui vengono attribuite origini antiche dagli scrittori irlandesi medievali. Le feste di Samhain, Imbolc e Lughnasadh non sono associate al paganesimo o al druidismo nella leggenda irlandese ma ci sono comunque state suggestioni di un sostrato preistorico sin dal XIX secolo. Nel caso di Samhain, John Rhys e James George Frazer presupposero trattarsi del Capodanno Celtico.
Dalle ricostruzioni effettuate, il calendario celtico risulta essere stato basato su un computo complesso, regolato sia dal ciclo solare sia da quello lunare. Il ciclo solare scandiva l'anno in due fasi, segnate dalla festa di Samhain e di Beltane; queste due fasi principali erano ulteriormente divise in due parti uguali, segnate dalle festività minori di Lughnasadh e Imbolc. Nella festa di Samhain (31 ottobre) ha inizio la parte oscura dell'anno: in tale occasione le porte degli inferi si aprivano e gli spiriti dei morti tornavano a vagare nel mondo terreno. Il 1º maggio incominciava invece la parte luminosa dell'anno, con la festa di Beltane (lett. "fuoco/luce di Bel") dedicata probabilmente alla divinità solare Belenus. Il 1º agosto era la volta della festa di Lughnasadh in cui si festeggiava la mietitura e il nuovo raccolto, celebrando la fertilità della terra, dedicato al dio Lúg. Il 1º febbraio si celebrava invece Imbolc (lett. "latte di pecora"), una festa di purificazione e rinascita dedicata alla Dea Madre nella quale si festeggiava la nascita degli agnelli: durante la celebrazione il latte veniva versato copiosamente sulla terra a simboleggiare la fertilità. Accanto a queste che erano le date più importanti del calendario solare, c'erano delle date variabili legate al calendario lunare.

## Religione gallo-romana

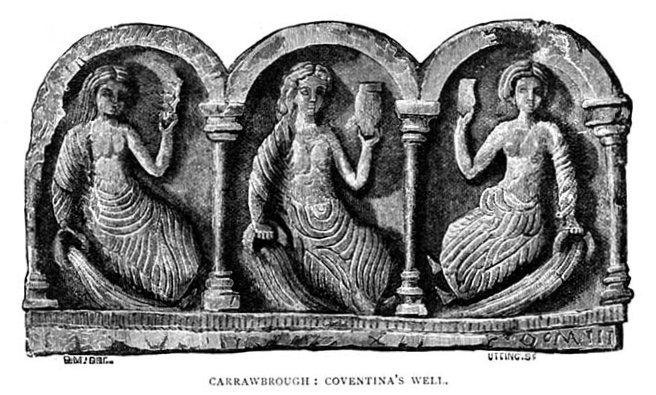
La dèa celtica Coventina in una raffigurazione tripla

I Celti di Gallia e Hispania sotto il dominio romano fusero la loro religione con quella dei conquistatori. In alcuni casi, i nomi delle divinità galliche erano usati come epiteti per le divinità romane: es. Lenus Mars o Jupiter Poeninus. In altri casi, agli dèi romani furono date "spose divine" galliche: es. Mercurio fu accoppiato con Rosmerta; Apollo con Sirona. In almeno un caso - quello della dea equina Epona - fu una dèa celtica a essere adottata dai Romani. Questo processo di identificazione delle divinità celtiche con le loro controparti romane era noto come Interpretatio romana.
Le religioni misteriche orientali penetrarono presto nella Gallia come altrove nell'Impero: i culti di Orfeo, Mitra, Cibele e Iside. Il culto imperiale, incentrato principalmente sul numen di Augusto, svolse un ruolo di primo piano nella religione pubblica in Gallia, in modo molto drammatico alla cerimonia pangallica all'altare di Condate vicino a Lugdunum il 1º agosto.
Generalmente pratiche di culto romano come offerte di incenso e sacrifici di animali, iscrizioni dedicatorie e statuaria naturalistica raffigurante divinità in forma antropomorfa erano combinate con pratiche galliche specifiche come la circumambulazione intorno a un tempio. Ciò ha dato origine a un caratteristico Fanum gallo-romano identificabile in archeologia per la forma concentrica.

## Cristianizzazione

La croce celtica

Le società celtiche sotto il dominio romano presumibilmente subirono una graduale cristianizzazione come il resto dell'Impero. Quasi nulla nelle fonti cristiane identifica specificità relative ai Celti o alla loro religione. La Lettera ai Galati fu indirizzata a una congregazione che avrebbe potuto includere persone di origine celtica.
In Irlanda, il principale Paese celtico non conquistato dai Romani, la conversione al cristianesimo ebbe inevitabilmente un profondo effetto sul sistema socio-religioso dal V secolo in poi, sebbene ciò possa essere estrapolato solo da documenti di data notevolmente successiva. La nuova religione fu diffusa tramite il monachesimo, in una forma strettamente collegata alle tradizionali relazioni di clan. Tedoforo della missione fu san Patrizio, su incarico di papa Celestino I, fondatore (444) del Monastero ad Armagh (Ard Macha), nell'omonima contea in Irlanda del Nord, e oggi patrono della Verde Isola. Altri vescovi contribuirono all'evangelizzazione: San Declano, fondatore del Monastero di Ardmore; Sant'Albeo, fondatore del Monastero di Emly (contea di Tipperary); l'eremita sant'Ibar; santa Brigida, co-patrona d'Irlanda, fondatrice ad Ardagh del primo convento femminile dell'Isola; ecc.
Il Glossario di Cormac (c. 900) racconta che San Patrizio bandì la divinizzazione operata dai filidh e le offerte votive ai "demoni", e che la Chiesa soffrì per debellare il sacrificio di animali e altri rituali "ripugnanti" per l'insegnamento cristiano. Ciò che è sopravvissuto all'antica pratica rituale tende a essere correlato al filidhecht, il repertorio tradizionale del filidh, o all'istituzione centrale della regalità sacrale. Un buon esempio è il concetto pervasivo e persistente della ierogamia (matrimonio sacro) del re con la dèa della sovranità: l'unione sessuale, o banais ríghi ("matrimonio della regalità") che costituiva il nucleo dell'inaugurazione reale, formalmente epurato dal rituale in data precoce per influenza ecclesiastica, rimase implicito (spesso abbastanza esplicito) per molti secoli nella tradizione letteraria. All'inizio del VII secolo, la Chiesa era riuscita a relegare i druidi irlandesi a ignominiosa irrilevanza, mentre i filidh operavano in armonia con le loro controparti clericali, riuscendo allo stesso tempo a conservare una parte considerevole della loro tradizione precristiana tanto quanto l'alto status sociale e i privilegio. Praticamente tutto il vasto corpus della prima letteratura vernacolare che è sopravvissuta è stato scritto negli scriptoria monastici e oggi compito degli studiosi scindere la continuità tradizionale celtica dall'innovazione ecclesiastica ivi contenuta.
Il monachesimo irlandese contribuì poi enormemente alla diffusione del cristianesimo nell'Inghilterra anglosassone e nei regni merovingi in Francia nel VI e VII secolo. Le missioni irlandesi iniziarono con quella di san Columba di Iona, o Colum Cille, co-patrono d'Irlanda nonché membro dei c.d. "Dodici apostoli d'Irlanda".

## Sopravvivenza folcloristica
Irlanda
     Scozia
     Isola di Man
     Galles
     Cornovaglia
     Bretagna

Le sei "nazioni celtiche", così come riconosciute dalla Celtic League:
Irlanda
Scozia
Isola di Man
Galles
Cornovaglia
Bretagna

Nagy ha osservato che la longevità della tradizione orale gaelica, capace di garantire che ancora nel XIX secolo numerosi racconti venissero riportati quasi esattamente nella stessa forma degli antichi manoscritti, corrobora la probabilità che gran parte di ciò che i monaci britannici registrarono nel Medioevo fosse oggettivamente molto più antico. Sebbene le interpolazioni cristiane in alcuni di questi racconti siano ovvie, è facile leggerle come integrazioni o note a piè pagina in un corpus narrativo che molto probabilmente conservano tradizioni più antiche e ancestrali.
La mitologia basata (sebbene non identica) sulle tradizioni precristiane era ancora una conoscenza comune nelle c.d. "Nazioni celtiche" ancora nel XIX secolo. In tempi recenti, gli studiosi Clarke e Roberts hanno descritto una serie di tradizioni folcloristiche particolarmente conservatrici in remote aree rurali della Gran Bretagna, tra cui il Peak District e le Yorkshire Dales, evidenziandovi le tradizioni celtiche precristiane superstiti quali la venerazione di pietre, alberi e specchi d'acqua. Durante il c.d. Celtic Revival dell'Ottocento, le "sopravvivenze celtiche" furono raccolte e modificate, diventando così una tradizione letteraria che a sua volta influenzò il moderno "Celtismo" (v.si seguito). Oggi vengono così eseguiti rituali quali atti di pellegrinaggio a siti come colline e pozzi sacri che si ritiene abbiano proprietà curative o comunque benefiche. Sulla base delle prove del continente europeo, varie figure care al folclore delle Nazioni celtiche o comunque parte alla mitologia precristiana sono state mutuate in aree geografiche presso le quali la loro attestazione precristina è assente.

## IlRevivalNeopagano del XX secolo
Vari gruppi neopagani del XX secolo rivendicano l'associazione con l'antico paganesimo celtico. Questi gruppi vanno dai Ricostruzionisti che lavorano per praticare l'antica religione celtica con la massima precisione possibile (Celtismo) ai gruppi eclettici che traggono ispirazione dalla mitologia e iconografia celtica (Druidismo).
Il Celtismo è un movimento religioso neopagano ricostruzionistico che appare verso la fine del XIX secolo ma emerge con forza solo negli anni Settanta del Novecento. Tendenzialmente il celtismo pretende di riprendere l'antica religione celtica, praticata nelle antiche zone geografiche di Gallia, Irlanda e Britannia prima che sopraggiungesse il cristianesimo. Si tratta di un sistema religioso panteistico, animistico e politeistico, la cui teologia si distingue in base alle correnti principali nelle quali è suddiviso. Con l'emersione e diffusione di gruppi misterici tra gli anni '70 e '80, il celtismo è stato influenzato e ha influenzato a sua volta le filosofie New Age e la Wicca, la quale ha inciso particolarmente sulla dottrina druidista, uno dei rami celtisti. Tra i primi gruppi pochi erano quelli di orientamento prettamente celtico; solo molto di recente le religioni celtiste hanno subito una progressiva sistematizzazione e istituzionalizzazione, e il processo è ancora in corso.
Il Druidismo è una religione neopagana basata sull'antica religione celtica e specificamente sulla "sapienza druidica". Si tratta di un insieme di ordini druidici e associazioni religiose sorte in principio nelle Isole Britanniche e in Bretagna, poi diffusesi anche in diverse regioni della Spagna, in Austria e in Italia settentrionale. Nacque nel '700 illuminista parallelamente al nuovo corso spiritualista della Massoneria. William Blake diede impulso alla sua diffusione nella cultura popolare, mentre l'interesse da parte degli storici iniziò a manifestarsi solamente a partire dal Romanticismo.

### Esplicative
1. ↑  L'archeologo francese Jean-Louis Brunaux scrisse estensivamente sui sacrifici umani presso i santuari della Gallia Belgica: (EN) Brunaux JL, Gallic Blood Rites, in Archaeology, n. 54, 2001,  pp. 54-57.; (FR) Brunaux JL, Les sanctuaires celtiques et leurs rapports avec le monde mediterranéean, in Actes de colloque de St-Riquier (8 au 11 novembre 1990) organisés par la Direction des Antiquités de Picardie et l'UMR 126 du CNRS, Éditions Errance, 1991.; (FR) Brunaux JL, La mort du guerrier celte. Essai d'histoire des mentalités, in Rites et espaces en pays celte et méditerranéen. Étude comparée à partir du sanctuaire d'Acy-Romance (Ardennes, France), École française de Rome, 2000.

### Bibliografiche
1. ↑  Ross 1974.
2. ↑  Hutton 1991.
3. ↑  Jones, Prudence and Pennick, Nigel (1995). A History of Pagan Europe. Routledge.
4. 1 2 3 4 5  Green 2005, p. 24.
5. 1 2 3  (EN) Dunning R, The Encyclopedia of World Mythology, Parragon, 1999, ISBN 0-7525-8444-8.
6. 1 2  Cunliffe 1997, p. 184.
7. ↑  Ross 1998, p. 103.
8. ↑  Hutton 1991, p. 17.
9. 1 2  (EN) Evans E, Mythology, Little Brown & Company, 1992,  pp. 170-171, ISBN 0-316-84763-1.
10. 1 2  Cunliffe 1997, p. 183.
11. ↑  Green 1986, cap. 2 e 4.
12. ↑  Stöllner 2014, pp. 119-125 e 133.
13. ↑  Green 1986, pp. 142-144 e 146-149.
14. ↑  (EN) Kaul F, The not so ugly duckling: an essay on meaning, in Gosden C, Crawford S e Ulmschneider K (a cura di), Celtic Art in Europe: Making Connections, Oxbow Books, 2014,  pp. 106-110, ISBN 1-78297-658-2.
15. ↑  Green 1986, pp. 140, 146-147, 149-150.
16. ↑  Hutton 1991, p. 147.
17. ↑  Hutton 1991, p. 148.
18. ↑  Cunliffe 1997, p. 187.
19. ↑  Lucano.
20. ↑  Cesare, VI, 16.
21. ↑  (EN) Wood J, Introduction (PDF), in Squire C (a cura di), The mythology of the British Islands: an introduction to Celtic myth, legend, poetry and romance, UCL & Wordsworth Editions Ltd., 2000,  pp. 12-13, ISBN 1-84022-500-9.
22. ↑  Hutton 1991, pp. 175-176.
23. ↑  Cunliffe 1997, p. 185.
24. ↑  Ross 1998, p. 102.
25. ↑  Sjoestedt 1982, p. 17.
26. ↑  (EN) Jones P e Pennick N, A History of Pagan Europe, Routledge, 1995,  p. 81.
27. ↑  Cunliffe 1997, pp. 208-210.
28. ↑  Cesare, VI, 14.
29. ↑  (EN) Sid, su The electronic Dictionary of the Irish Language, Royal Irish Academy.
30. ↑  Green 1995, pp. 139-150.
31. ↑  Stöllner, pp. 119-123.
32. ↑  Cunliffe 1997, p. 197.
33. ↑  Cunliffe 1997, p. 200.
34. ↑  Cunliffe 1997, p. 207.
35. ↑  Tacito, XIV.
36. ↑  Cunliffe 1997, p. 198.
37. ↑  Cunliffe 1997, pp. 198-199.
38. ↑  Cunliffe 1997, p. 204.
39. 1 2  Cunliffe 1997, p. 194.
40. ↑  Cunliffe 1997, p. 195.
41. ↑  MacCulloch 1911, cap. XVI.
42. ↑  Cesare, VI, 19.
43. ↑  Cesare, VI, 16.
44. ↑  Cassio Dione.
45. ↑  (EN) Kingship and Sacrifice, su National Museum of Ireland.
46. ↑  Diodoro Sicurlo, V, 29.
47. ↑  Strabone, IV, 4.5.
48. ↑  Cunliffe 1997, p. 202.
49. ↑  Cunliffe 1997, p. 210.
50. ↑  Ross 1974, pp. 161-162.
51. ↑  Hutton 1991, p. 195.
52. ↑  Cesare, VI, 13-18.
53. ↑  (LA) Cicerone, De divinatione,  p. I, XVI, 90.
54. ↑  Tacito, XIV, 30.
55. ↑  Plinio il Vecchio, XVI, 249.
56. ↑  Hutton 1991, p. 2.
57. ↑  (EN) Piggott S, The Druids, Thames & Hudson, 1968,  p. 111.
58. ↑  Hutton 1991, pp. 4-5.
59. ↑  Hutton 1991, pp. 32-33.
60. ↑  (EN) Ellis PB, The Druids, Constable, 1994.
61. ↑  (EN) Ross A, Pagan Celtic Britain, Routledge, 1967,  pp. 52-56.
62. ↑  (EN) Hutton R, The Druids, Hambledon Continuum, 2007,  p. xi.
63. ↑  Lucano, I, 448.
64. ↑  (EN) Gratton-Flood WH, The Twelve Apostles of Erin, in The Catholic Encyclopedia, I, New York, Robert Appleton Company, 1º marzo 1907.
65. ↑  (EN) Nagy JF, The wisdom of the outlaw: the boyhood deeds of Finn in Gaelic narrative tradition, Berkeley, University of California Press, 1985,  p. 2, ISBN 0-520-05284-6.
66. ↑  (EN) Clarke D e Roberts A, Twilight of the Celtic Gods: An Exploration of Britain's Hidden Pagan Traditions, 1996, ISBN 978-0-7137-2522-3.
67. ↑  (EN) Telesco P, Which Witch is Which?, New Page Books - The Career Press, 2005, ISBN 1-56414-754-1.
68. ↑  (EN) Adler M, Drawing Down the Moon: Witches, Druids, Goddess-Worshipers, and Other Pagans in America Today, Beacon Press, 1979, ISBN 0-8070-3237-9.
69. ↑   Montinari M e Trocchi CG, Dalla stregoneria italiana al neo-druidismo, su internationalwebpost.org. URL consultato il 19 maggio 2020 (archiviato il 19 maggio 2020).

### Fonti primarie
- (GRC) Cassio Dione, Storia romana.
- (LA) Cesare, Commentarii de bello Gallico.
- (GRC) Diodoro Siculo, Bibliotheca historica.
- (LA) Marco Anneo Lucano, Pharsalia.
- (LA) Plinio il Vecchio, Naturalis historia.
- (LA) Tacito, Annales.

### Fonti secondarie
- (EN) Anwyl Edward, Celtic Religion in Pre-Christian Times, 1906.
- (EN) Cunliffe B, The Ancient Celts, Oxford University Press, 1997, ISBN 0-19-815010-5.
- (DE) de Vries J, Keltische Religion, 1961.
- (FR) Duval PM, Les Dieux de la Gaule, Payot, ISBN 2-228-88621-1.
- (EN) Green M, Exploring the world of the druids, Thames & Hudson, 2005, ISBN 0-500-28571-3.
- (EN) Green M, Mythes celtiques, Éditions du Seuil, 1995.
- (EN) Green M, Symbol and Image in Celtic Religious Art, Routledge, 1989.
- (EN) Green M, The Gods of the Celts, Sutton Publishing, 1986, ISBN 0-7509-1581-1.
- (EN) Hutton R, Blood and Mistletoe: The History of the Druids in Britain, Yale University Press, 2009.
- (EN) Hutton R, The Pagan Religions of the Ancient British Isles: Their Nature and Legacy, Blackwell, 1991.
- (EN) MacBain A, Celtic Mythology and Religion, Folcroft Library Editions, 1976, ISBN 0-8414-6043-4.
- (EN) Mac Cana P, Celtic Mythology, 1970.
- (EN) MacCulloch JA, The Religion of the Ancient Celts, 2009ª ed., 1911, ISBN 978-1-60506-197-9.
- (EN) MacCulloch JA, The Celtic and Scandinavian Religions, 2005ª ed., Cosimo Classics, 1948, ISBN 978-1-59605-416-5.
- (EN) Ross A, The Pagan Celts, John Jones Pub, 1998, ISBN 978-1-871083-61-3.
- (EN) Ross A, Pagan Celtic Britain: Studies in Iconography and Tradition, Sphere Books Ltd., 1974.
- (EN) Sjoestedt ML, Gods and Heroes of the Celts, Turtle Island Foundation, 1982,  p. 17, ISBN 0-913666-52-1.
- (FR) Sterckx C, Éléments de cosmogonie celtique, éditions de l’Université de Bruxelles, 1986, ISBN 2-86847-062-9.
- (EN) Stöllner T, Between ruling ideology and ancestorador: the mos maiorum of the Early Celtic Hero Graves, in Gosden C, Crawford S e Ulmschneider K (a cura di), Celtic Art in Europe: Making Connections, Oxbow Books, 2014, ISBN 1-78297-658-2.
- (FR) Vendryes J, Tonnelat E e Unbegaun BO, Les Religions des Celtes, des Germains et des anciens Slaves, 1948.